# Diclidurus ingens
Diclidurus ingens là một loài động vật có vú trong họ Dơi bao, bộ Dơi. Loài này được Hernandez-Camacho mô tả năm 1955.